# إدر أريولا
إدر أريولا (بالإنجليزية: Eder Arreola)‏ هو لاعب كرة قدم أمريكي في مركزي الوسط والدفاع، ولد في 13 نوفمبر 1991 في لوس أنجلوس في الولايات المتحدة. شارك مع منتخب الولايات المتحدة تحت 20 سنة لكرة القدم. أما مع النوادي، فقد لعب مع نادي شيراك.

## وصلات خارجية
- إدر أريولا على موقع الدوري الأمريكي (الإنجليزية)
- إدر أريولا على موقع قاعدة بيانات كرة القدم.إي يو (الإنجليزية)